# Olle von Sydow
Olle Emil Fingal von Sydow, född den 13 oktober 1913 i Edefors församling, Norrbottens län, död den 15 september 1983 i Östersund, var en svensk militär.
von Sydow blev fänrik vid Bodens artilleriregemente 1937, löjtnant där 1939 och kapten där 1945. Han blev kapten i generalstabskåren 1946 och vid Norrlands artilleriregemente 1953. Han befordrades till major 1954 och var avdelningschef i försvarsstabens kommunikationsavdelning 1955–1958. von Sydow var överstelöjtnant vid Bodens artilleriregemente 1958–1963, överste och chef för regementet 1964–1966 och armésektionschef vid Nedre Norrlands militärområde 1966–1974. Han befordrades till överste av första graden 1972. von Sydow blev riddare av Svärdsorden 1955, kommendör av samma orden 1967 och kommendör av första klassen 1970.